# マティルダ (神聖ローマ皇后)
マティルダ（Matilda, 1102年2月7日 - 1167年9月10日）は、イングランドの王族。ノルマン朝のイングランド王ヘンリー1世と王妃であるスコットランド王マルカム3世の娘マティルダとの間に生まれた王女。ウィリアム・アデリン王子の姉でプランタジネット朝の始祖ヘンリー2世の母。
同じマティルダの名を持つ多くの歴史上の人物と区別して、マティルダ皇后（Empress Matilda）、モード皇后（Empress Maude、Maude は Matildaのアングロ＝ノルマン語形）、イングランドのマティルダ（Matilda of England）などとも呼ばれる。
マティルダはイギリスにおける初の女性君主として知られる。ただし、実効支配者としてイングランドに君臨したのが対立王を一時的に捕獲していた1141年の数か月間に限られること、女王として戴冠することがついになかったこと、そして自らの手で王権を統合することができなかったことなどから、後世の史家はこのマティルダを正統な君主として認めながらも歴代のイングランド王には数えないという、玉虫色の扱いをするに至っている。

## 生涯
モードは1102年に生まれた。最初に名付けられた名前はアデレードだったが、1114年、12歳で神聖ローマ皇帝ハインリヒ5世と結婚して皇后になったとき、母の名前を取ってモード（マティルダ）と改名した。
1120年に父の後継者と目された弟ウィリアム・アデリンがホワイトシップの遭難で事故死したことがマティルダの環境が一変するきっかけになり、5年後の1125年に夫が死ぬとイングランドに帰され、翌1126年に弟に代わる父の後継者として貴族から認められた。1127年にも貴族の誓約が交わされ、その中には後に王位を巡って対立することになるブロワ家出身の従兄のエティエンヌ（後のイングランド王スティーブン）や、母方の叔父のスコットランド王デイヴィッド1世、異母兄で父の庶子のグロスター伯ロバートもいた。
1128年に今度はフランスに送られて、父と対立していたアンジュー伯兼メーヌ伯フルク5世が和睦のため政略結婚を計画、フルク5世の息子で10歳年少のジョフロワ5世と再婚した。ヘンリー1世とフルク5世は1119年にも和睦としてそれぞれの子女ウィリアム・アデリンとマティルド（ジョフロワ5世の姉）を結婚させていたが、ホワイトシップの遭難で台無しになったため、再度政略結婚を纏めてマティルダとジョフロワ5世の結婚に至った。なお、フルク5世は結婚後ジョフロワ5世にアンジュー伯位を譲ると旅に出て、エルサレム王として後半生を送ることになる。
マティルダは再婚に不満で、元皇后としての自負心から夫を見下して夫婦仲は悪かったが、1133年には長男アンリ（後のイングランド王ヘンリー2世）を生む。ヘンリー1世は孫の誕生に喜び、同年に貴族にアンリへの臣従の誓いをさせたが、イングランド貴族たちからは結婚でノルマンディーとイングランドが宿敵アンジュー家（ガティネ家）に乗っ取られる危惧から反感を買い、マティルダは夫と共にノルマンディーとアンジュー境界領域の城の支配権をヘンリー1世に要求して対立、前途は多難だった。

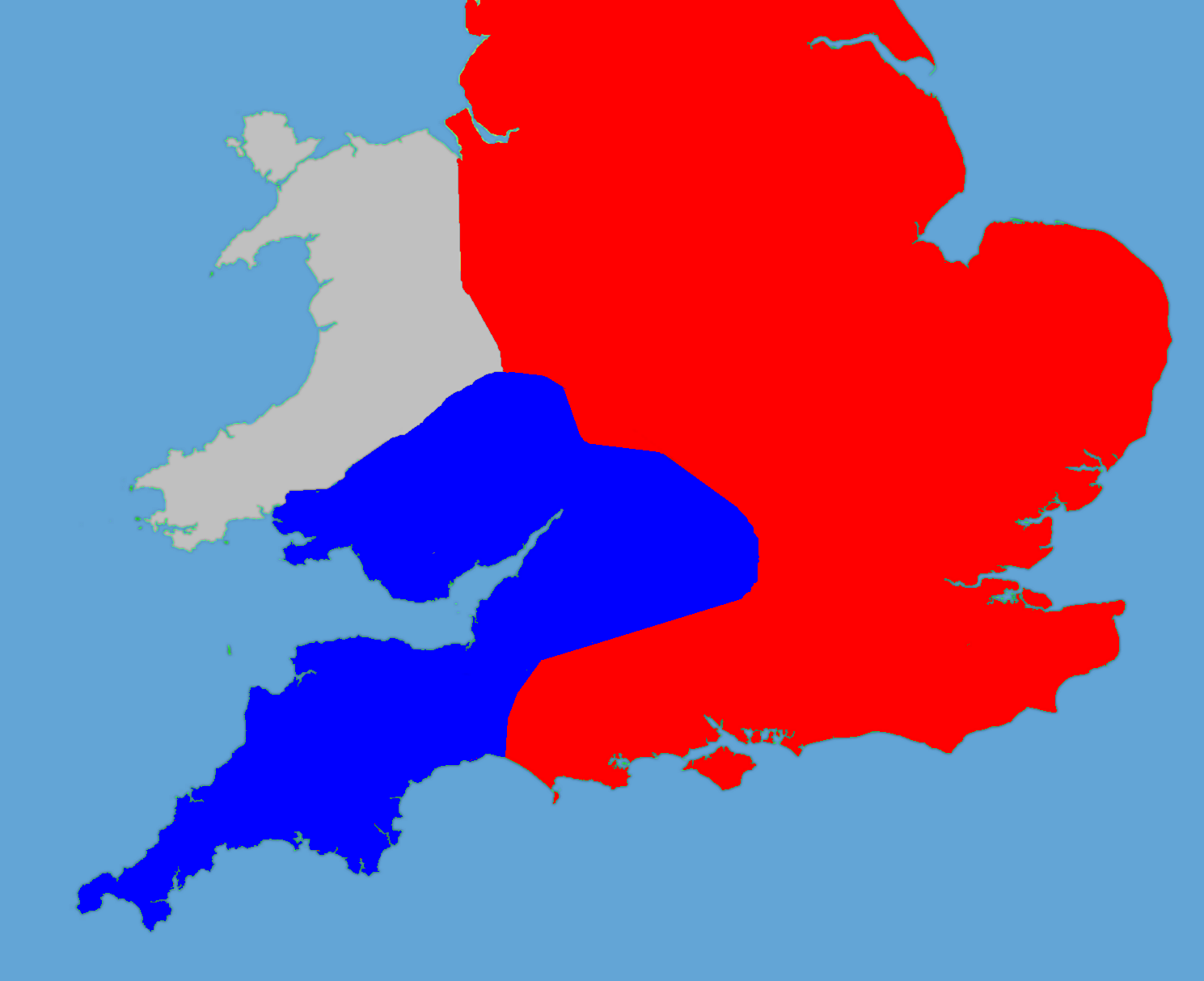
1140年ごろのイングランドとウェールズ。マティルダの支配（青）、スティーブンの支配（赤）、ウェールズ人の支配（灰色）

1135年に父が死ぬとアンジューに留まったが、その隙にエティエンヌがロンドンに入ってイングランドを掌握し、イングランド王スティーブンとなった。スティーブンはヘンリー1世の生前、1127年の誓約で王位を要求しないことを重ねて誓約していたため、マティルダは誓約違反をローマ教皇庁に訴え出たが、スティーブンは弟がウィンチェスター司教ヘンリーだったことに加え、ローマ教会と友好関係にあったため却下された。しかし、王位簒奪の過程で教会や諸侯に数多くの譲歩をしたスティーブンの王権は次第に弱体化してゆく。諸侯の統制を失ったと見たマティルダは、1139年にノルマンディーからイングランドに上陸、スティーブンとの間で王位を争って戦いを始めた。この結果、スティーブンの治世は内乱に明け暮れることとなり、史上「無政府時代」と呼ばれる時代が到来する。一方、夫は内乱に無関心でノルマンディー侵攻を優先、1141年から1144年にかけてノルマンディーを征服した。
マティルダを支持する異母兄のグロスター伯率いるアンジュー伯派は、1141年2月に第一次リンカーンの戦いでスティーブンを破り捕虜にするという大勝利を挙げた。マティルダはイングランド人の女君主（The Lady of The English）を名乗ってロンドンに至り、ロンドン入城とともに戴冠して女王となる予定を立てていたが、これに先立ってロンドン市から寄せられた減税の陳情をにべもなく却下したことから、ロンドン市民はマティルダに愛想をつかして城門を堅く閉ざし、その入城を拒むに至った。そうこうするうちに王妃マティルダ・オブ・ブロインが反撃に出て9月にウィンチェスターでグロスター伯を捕獲、捕虜交換でスティーブンは解放されまもなく内戦が再開、これでマティルダ戴冠の機会は永遠に失われた。
スティーブンを戴く国王派はすでにイングランド全土でその権威を失っていたが、マティルダを戴くアンジュー伯派もまた他方を制圧するだけの力がなく、以後の内戦は泥沼化したまま年月を費やした。1147年にグロスター伯が死ぬと、強力な支持者を失ったマティルダは翌1148年2月にフランス・ルーアンに帰ることを余儀なくされる。1151年には夫も死去し、これでアンジュー伯派の力は著しく衰えてしまう。
しかしマティルダの長男アンリが成長するとともに、再びアンジュー伯派は力を得はじめた。アンリは父が征服したノルマンディー公位を得たのを皮切りに、父の死後にはアンジュー伯位を襲爵、婚姻によって妻アリエノール・ダキテーヌが有する広大なアキテーヌ公領・ガスコーニュ公領・ポワチエ伯領なども得て、フランス国土の半分にも及ぶ一大勢力を築くと、1153年1月に大軍を率いてイングランドに上陸した。対するスティーブンは1152年に王妃を、1153年8月に長男ユースタスを失い意気消沈していた。そして双方で妥協して（ウォーリングフォード協定、ウィンチェスター協定とも）、生涯にわたってスティーブンの王位を認めるかわりに、自らがイングランド王位継承者となることを認めさせた。スティーブンは翌1154年に死去し、約束通りアンリがヘンリー2世としてイングランド王に即位、ここにプランタジネット朝（アンジュー朝）が始まる。
マティルダはフランスに留まったままそのすべてを見届け、1167年にひっそりとこの世を去った。
傲慢で気性が激しい上、ドイツ育ちでイングランドに馴染みが薄いという欠点で内乱ではイングランドで支持を得られず、諸侯やロンドン市民から嫌われて女王になるチャンスを逃した。それがためイングランドで女王は忌避され、1553年にテューダー朝のメアリー1世が即位するまで女王は誕生しなかった。一方でルーアンで身を引いた後も息子の行く末を見守りながら、ヘンリー2世に帝王学と人心掌握術を教え、大法官トマス・ベケットのカンタベリー大司教任命に反対するなど息子に忠告している。また息子の嫁アリエノールにも自分と同じ資質を見出し、彼女にも政治思想で影響を与えたとされる。

## 子女
2番目の夫ジョフロワ5世との間に以下の3子をもうけた。
1. アンリ（1133年 - 1189年） - イングランド王、ノルマンディー公、アキテーヌ公、アンジュー伯
2. ジョフロワ（1134年 - 1158年） - アンジュー伯、メーヌ伯、ナント伯
3. ギヨーム（1136年 - 1164年） - ポワチエ伯

## 系図
|               |               |               |               |               |               |  |  |              |              |              |              |              |              |  |  |                        |             |             |             |             |             |  |  |  |  |  |  |  |  |  |  |  |  |  |  |  |  |  |  |  |  |  |  |  |  |  |  |  |  |  |  |  |  |  |  |  |  |  |  |  |  |
| ウィリアム1世 |               |               |               |               |               |  |  |              |              |              |              |              |              |  |  |                        |             |             |             |             |             |  |  |  |  |  |  |  |  |  |  |  |  |  |  |  |  |  |  |  |  |  |  |  |  |  |  |  |  |  |  |  |  |  |  |  |  |  |  |  |  |
|               |               |               |               |               |               |  |  |              |              |              |              |              |              |  |  |                        |             |             |             |             |             |  |  |  |  |  |  |  |  |  |  |  |  |  |  |  |  |  |  |  |  |  |  |  |  |  |  |  |  |  |  |  |  |  |  |  |  |  |  |  |  |
|               |               |               |               |               |               |  |  |              |              |              |              |              |              |  |  |                        |             |             |             |             |             |  |  |  |  |  |  |  |  |  |  |  |  |  |  |  |  |  |  |  |  |  |  |  |  |  |  |  |  |  |  |  |  |  |  |  |  |  |  |  |  |
| ウィリアム2世 | ウィリアム2世 | ウィリアム2世 | ウィリアム2世 | ウィリアム2世 | ウィリアム2世 |  |  | アデル       | アデル       | アデル       | アデル       | アデル       | アデル       |  |  | ヘンリー1世            | ヘンリー1世 | ヘンリー1世 | ヘンリー1世 | ヘンリー1世 | ヘンリー1世 |  |  |  |  |  |  |  |  |  |  |  |  |  |  |  |  |  |  |  |  |  |  |  |  |  |  |  |  |  |  |  |  |  |  |  |  |  |  |  |  |
| ウィリアム2世 | ウィリアム2世 | ウィリアム2世 | ウィリアム2世 | ウィリアム2世 | ウィリアム2世 |  |  | アデル       | アデル       | アデル       | アデル       | アデル       | アデル       |  |  | ヘンリー1世            | ヘンリー1世 | ヘンリー1世 | ヘンリー1世 | ヘンリー1世 | ヘンリー1世 |  |  |  |  |  |  |  |  |  |  |  |  |  |  |  |  |  |  |  |  |  |  |  |  |  |  |  |  |  |  |  |  |  |  |  |  |  |  |  |  |
|               |               |               |               |               |               |  |  | スティーブン | スティーブン | スティーブン | スティーブン | スティーブン | スティーブン |  |  | マティルダ             | マティルダ  | マティルダ  | マティルダ  | マティルダ  | マティルダ  |  |  |  |  |  |  |  |  |  |  |  |  |  |  |  |  |  |  |  |  |  |  |  |  |  |  |  |  |  |  |  |  |  |  |  |  |  |  |  |  |
|               |               |               |               |               |               |  |  | スティーブン | スティーブン | スティーブン | スティーブン | スティーブン | スティーブン |  |  | マティルダ             | マティルダ  | マティルダ  | マティルダ  | マティルダ  | マティルダ  |  |  |  |  |  |  |  |  |  |  |  |  |  |  |  |  |  |  |  |  |  |  |  |  |  |  |  |  |  |  |  |  |  |  |  |  |  |  |  |  |
|               |               |               |               |               |               |  |  |              |              |              |              |              |              |  |  | ヘンリー2世            |             |             |             |             |             |  |  |  |  |  |  |  |  |  |  |  |  |  |  |  |  |  |  |  |  |  |  |  |  |  |  |  |  |  |  |  |  |  |  |  |  |  |  |  |  |
|               |               |               |               |               |               |  |  |              |              |              |              |              |              |  |  |                        |             |             |             |             |             |  |  |  |  |  |  |  |  |  |  |  |  |  |  |  |  |  |  |  |  |  |  |  |  |  |  |  |  |  |  |  |  |  |  |  |  |  |  |  |  |
|               |               |               |               |               |               |  |  |              |              |              |              |              |              |  |  | （プランタジネット朝） |             |             |             |             |             |  |  |  |  |  |  |  |  |  |  |  |  |  |  |  |  |  |  |  |  |  |  |  |  |  |  |  |  |  |  |  |  |  |  |  |  |  |  |  |  |